# Hanne Tømta
Hanne Tømta, född 21 augusti 1968 i Oslo, är en norsk teaterregissör och teaterchef som sedan januari 2009 leder den norska nationalscenen Nationaltheatret. 
Hanne Tømta växte upp i området Ulsrud i Oslo och flyttade till Ryssland 1991 för att studera språk, under perioden 1992-1998 utbildade hon sig till regissör vid Sankt Petersburgs statliga teater. Under sin studietid i Ryssland arbetade hon bland annat med  William Shakespeares Hamlet och August Strindbergs Ett drömspel. Efter att hon hade slutfört studierna 1998 var Tømta verksam som kringresande regissör fram till 2005 då hon blev chef för Rogaland Teater där hon stannade till 2008.